# نوبال‌پولکان
نوبال‌پولکان یا نوپروانه‌سانان (نام علمی: Neolepidoptera) نام یک subcohorte از هم‌زادان پیچ‌زبانان میوگلاساتا است.